# Calumet (Iowa)
Calumet – miasto w Stanach Zjednoczonych, w stanie Iowa, w hrabstwie O’Brien.

## Demografia
Zgodnie ze spisem statystycznym z 2000, miasto liczyło 181 mieszkańców. W 2023 liczba mieszkańców spadła do 141 osób, a gęstość zaludnienia poniżej 202 osób/km².